# Stárkov
Stárkov är en stad i Tjeckien. Den ligger i den nordöstra delen av landet, 130 km öster om huvudstaden Prag. Stárkov ligger 434 meter över havet och antalet invånare är 673.
Terrängen runt Stárkov är kuperad norrut, men söderut är den platt. Runt Stárkov är det ganska tätbefolkat, med 149 invånare per kvadratkilometer. Närmaste större samhälle är Trutnov, 17,6 km väster om Stárkov. Omgivningarna runt Stárkov är en mosaik av jordbruksmark och naturlig växtlighet.